# Berisades
Berisades foi, segundo o historiador alemão Karl Julius Beloch, o rei da Trácia que apoiou o pretendente Pausânias ao reino da Macedônia, logo após a morte de Pérdicas, quando seu irmão Filipe havia assumido o controle do reino. Ele teria reinado de 358 a 352 a.C. Outros historiadores consideram que foi Cotis quem apoiou Pausânias.[carece de fontes?]

## Família
Segundo William Smith, ele foi o sucessor de Cotis I, e reinou junto de Amadocus e Cersobleptes; provavelmente os três eram filhos de Cotis.

## Apoio ao pretendente Pausânias
Em 360 a.C., Pérdicas havia perdido a batalha contra os ilírios, e Filipe assumiu o reino. Haviam morrido 4000 homens, os sobreviventes estavam com pavor dos ilírios, os vizinhos peônios  pilhavam seu território, Pausânias, da família real, tinha o apoio do rei da Trácia para se tornar rei, e Argeu planejava voltar a reinar, com apoio dos atenienses, que haviam enviado o general Mantias com 3000 hoplitas e uma considerável força naval.
Filipe conseguiu reorganizar o exército macedônio, formando a falange macedônia. A ameaça ateniense foi neutralizada quando Filipe deu autonomia a Anfípolis e removeu a guarnição macedônia, os peônios e o rei da Trácia foram comprados com presentes, e Argeu foi derrotado em batalha. Este sucesso em sua primeira batalha deu aos macedônios coragem e temeridade para seus conflitos futuros.

## Submissão a Filipe
Em 356 a.C., temendo o crescente poder de Filipe, os reis da Trácia, Peônia e Ilíria se uniram em aliança, cientes de que, isolados, cada um deles havia sido derrotado por Filipe, e supondo que, juntos, poderiam derrotar Filipe. Enquanto eles estavam reunindo seus exércitos, Filipe apareceu, eles ficaram aterrorizados, e aceitaram se unir aos macedônios. Existem divergências sobre quem seria o rei da Trácia nesta aliança; poderia ser Cotis I, Berisades ou Cetriporis, filho de Berisades.[carece de fontes?]